# Liste der Biografien/Luj
Liste der Biografien |
Portal Biografien |
Personensuche
# |
A |
B |
C |
D |
E |
F |
G |
H |
I |
J |
K |
L |
M |
N |
O |
P |
Q |
R |
S |
T |
U |
V |
W |
X |
Y |
Z |
?
 
La |
Lb |
Lc |
Le |
Lg |
Lh |
Li |
Lj |
Ll |
Lm |
Lo |
Lp |
Lt |
Lu |
Lv |
Lw |
Lx |
Ly |
Lz
 
Lua |
Lub |
Luc |
Lud |
Lue |
Luf |
Lug |
Luh |
Lui |
Luj |
Luk |
Lul |
Lum |
Lun |
Luo |
Lup |
Luq |
Lur |
Lus |
Lut |
Luu |
Luv |
Luw |
Lux |
Luy |
Luz
Die Liste der Biografien führt alle Personen auf, die in der deutschsprachigen Wikipedia einen Artikel haben. Dieses ist eine Teilliste mit 13 Einträgen von Personen, deren Namen mit den Buchstaben „Luj“ beginnt.

## Luj

### Luja
- Luja, Johann Christian Reinhard (1767–1847), deutscher evangelischer Pfarrer und Heimatforscher
- Luja, Katharina Karolina (1800–1874), deutsche Malerin, Graphikerin
- Lujack, Johnny (1925–2023), amerikanischer American-Football-Spieler und Gewinner der Heisman Trophy 1947
- Lujan Grisham, Michelle (* 1959), US-amerikanische PolitikerinMichelle Lujan Grisham (* 1959)

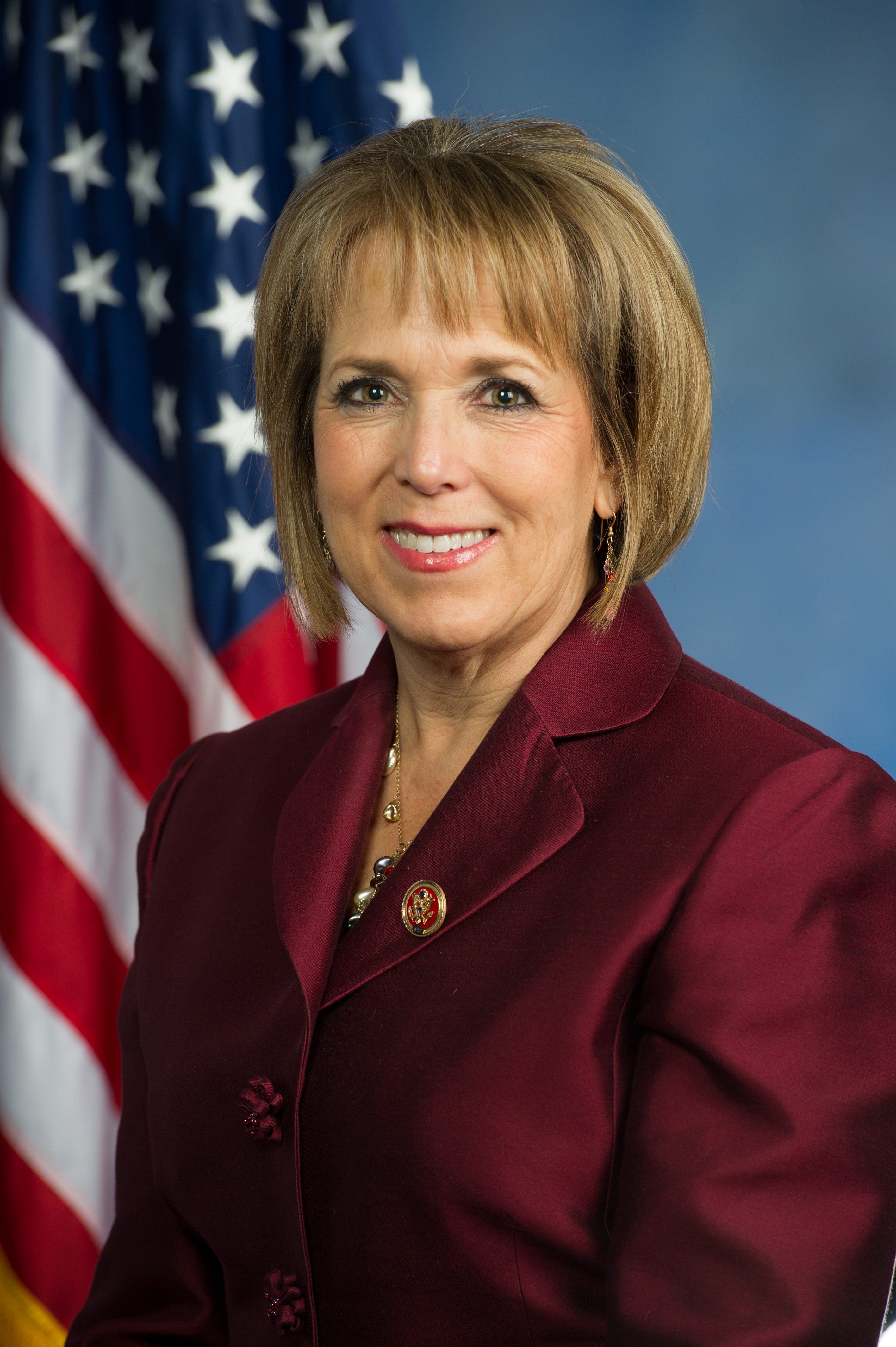
Michelle Lujan Grisham (* 1959)

- Luján Pérez, José (1756–1815), spanischer Bildhauer
- Luján Suárez, María (* 1988), spanische Handballspielerin
- Luján, Ben R. (* 1972), US-amerikanischer Politiker der Demokratischen Partei
- Lujan, David (* 1965), US-amerikanischer Politiker der Republikanischen Partei
- Luján, Gonzalo (* 2001), argentinischer Fußballspieler
- Lujan, Jorge (* 1955), panamaischer Boxer im Bantamgewicht
- Lujan, Manuel (1928–2019), US-amerikanischer Politiker
- Luján, Néstor (1922–1995), katalanischer Journalist, Gastronom und Autor

### Lujs
- Lujsk, Konstantin Karlowitsch (* 1891), kommunistischer Beamter und Sprachplaner für das Samische